# Alfred Chandler
Alfred DuPont Chandler, Jr., född 15 september 1918, död 9 maj 2007, var en amerikansk ekonomisk historiker. Han var författare till Strategy and Structure och The Visible Hand: The Managerial Revolution in American Business. 

## Priser och utmärkelser
- Pulitzerpriset - 1978